# Vânești
Vânești – wieś w Rumunii, w okręgu Aluta, w gminie Verguleasa. W 2011 roku liczyła 76 mieszkańców. 